# ハノーバーの戦い
ハノーバーの戦い（ハノーバーのたたかい、英: Battle of Hanover）は、南北戦争3年目の1863年6月30日、ゲティスバーグ方面作戦の一部として、ペンシルベニア州ヨーク郡南西部のハノーバーで起きた戦闘である。
南軍のJ・E・B・スチュアート少将が指揮する騎兵隊が北に向かって北軍ポトマック軍の周りを乗り回し、北軍の騎兵連隊を攻撃して、ハノーバーの通りから追い出した。北軍エロン・J・ファーンズワース准将の旅団が到着して反撃し、南軍の後衛を潰走させ、スチュアートその人を捕まえる寸前までいった。スチュアートも直ぐに反撃した。北軍はジョージ・アームストロング・カスター准将のミシガン旅団に補強されてその陣地を確保し、その後は手詰まりとなった。スチュアートは北と東に動いて北軍騎兵隊の周りを動き続け、ロバート・E・リーの本隊に加わろうとする試みを遅らせることになった。リーの本隊はゲティスバーグの西、キャッシュタウン・ギャップに集結しようとしていた。

## 背景
1863年6月、ロバート・E・リーはその北バージニア軍を、シェナンドー渓谷を抜けて北に動かし、ペンシルベニア州に向かわせた。J・E・B・スチュアートの指揮する騎兵隊の一部は、北軍ポトマック軍の前を横切って東に動いた。メリーランド州東部における一連の襲撃で捕虜や物資を捕まえ、さらに北軍の通信線や電信線を妨害した。しかし、スチュアートはリー軍の前進を遮蔽し北軍の動きに関して情報を提供するために効果的な位置にはいなかった。スチュアートがリー軍本隊と合流しようと北に向かうと、北軍騎兵隊の指揮官アルフレッド・プレソントン少将がペンシルベニア州のスチュアートの西に向かった。その師団には幅広く散開して南軍に対する監視を怠らないよう命令していた。
北軍ジャドソン・キルパトリック准将の師団は、北軍の右翼にいた。その部隊の大半が6月30日早朝にハノーバーを通過し、短時間は休息のために停止し、歓呼する町民の歓迎を受けていた。その町は3日前に南軍のエリジャ・V・ホワイト中佐の騎兵隊から襲撃を受けていた。この騎兵隊はヨーク郡を占領していたジュバル・アーリー少将の師団に付設されていた。ホワイトのバージニア兵とメリーランド兵は近くのゲティスバーグから鉄道伝いにハノーバーに行き、町民から馬、食料、物資、衣類、靴その他望みのものを奪い、南軍政府の発行する価値の無い紙幣や為替手形を支払うことが多かった。ホワイトの襲撃者は地域の電信線を遮断し、外界との通信を妨害し、その後に近くのハノーバージャンクションの鉄道駅を襲撃した。キルパトリックの部隊が思いがけなく到着したことで、ハノーバー住民にとっては嬉しい驚きとなり、北軍兵を食料や飲み物で温かく迎えた。
キルパトリックの部隊の大半は再度馬に乗り、町を抜けて北の近くにあるピジョンヒルズを通り、アボッツタウンに向かった。ハノーバーの南と西の道路を警戒するために、小さな後衛部隊を残した。その間にスチュアートはメリーランド州シュライバーズコーナーの宿舎を離れ、メイソン＝ディクソン線を越えて北のペンシルベニア州に入った。その目的地であるリトルズタウン近くで北軍騎兵隊が視認されたと聞き、方向を隣接するヨーク郡のハノーバーに向けた。その進行は、メリーランド州ロックビル近くで捕獲していた125両以上の物資荷車の厄介な列があったためにかなり緩りだった。さらに、6月29日にはメリーランド州ウェストミンスターでデラウェア騎兵隊と小競り合いを行って、さらに遅れていた。

## 戦闘
6月30日午前10時の少し前、北軍ペンシルベニア第18騎兵隊の後衛がハノーバーの南西約3マイル (5 km)、ジットのミルで南軍の哨戒部隊に遭遇した。それに続く小火器による交戦で南軍騎兵1名が戦死し、数名が負傷した。それから間もなく、ペンシルベニア第18騎兵隊G中隊の25名が、接近しつつあったスチュアートの騎兵隊の後衛、ジョン・R・チャンブリス旅団のバージニア第13連隊に捕獲された。その朝にはまた、リトルズタウンなどスチュアートの前進路沿い各所で一連の小さな戦闘が起きていた。
ハノーバーの南西、ちっぽけな小集落ペンビルと呼ばれる所で、ノースカロライナ第2騎兵隊がペンシルベニア第18騎兵隊本隊を襲い、それを2つに分けさせた。北軍の残存兵は、スチュアートの騎馬砲兵隊が到着し、砲架を前車から外し、砲撃を開始したときに、算を乱してハノーバーの通りを後退した。ペンシルベニア兵が逃げて行った後で南軍が町を占領したときに、ファーンズワース准将のニューヨーク第5騎兵隊が入って来て町のコモンズ近くに陣を占め、通りにいた南軍部隊の側面を衝いて、ノースカロライナ兵に短時間占領した町を放棄させた。ノースカロライナ第2騎兵隊指揮官のウィリアム・ヘンリー・フィッツヒュー・ペインは、その死に掛けた馬が近くの皮なめし用桶に彼を放り出したために、捕まえられた。北軍兵がペインを桶から引き出し捕虜にした。
チャンブリスの部隊（およびスチュアート将軍の部隊）の多くがその戦場に到着し、ハノーバーの真南に広がっているカール・フォーニー農園近くで追加された北軍部隊に遭遇した。スチュアート参謀士官達は混乱した戦闘の中でほとんど囲まれそうになり、田舎道を仕切っている垣根を抜けて原っぱを横切る逃亡を行い、ある地点では幅15フィート (4.5 m) の溝を馬で飛び越していった。ジャドソン・キルパトリックは遠くの砲声を間違いなく耳にし、南のハノーバーの方向に殺到して、あまりに激しく駆けさせたためにその馬は町の広場で死に掛けていた。まだ27歳と若い将軍だったキルパトリックは、部隊兵をハノーバーとその周辺に配置し、幾つかの通りは樽、荷車、乾物箱、その他使えるもの何でも使いバリケードを造った。正午の少し前、フォーニー農場の戦闘が止み、南軍が戦闘状態を解いた。キルパトリックは到着したばかりのカスターの旅団を農場に配置し、その後の展開を待たせた。
フィッツヒュー・リーのバージニア旅団が到着し、スチュアートは自分とチャンブリスの部隊を、ハノーバー南西のケラー農園から町の南東のマウントオリベット墓地に伸びる尾根に沿う新しい陣地に動かした。一方、キルパトリックはカスターとファーンズワースの旅団を、防御に適した線を形成できるように配置し直し、その大砲を備えさせた。
午後2時、南軍ウェイド・ハンプトン准将は、町の南2マイル (3 km) に捕獲していた荷車に十分な護衛を付けて残し、その旅団とブレセドの大隊をスチュアートの前線最右翼にあるマウントオリベット墓地近くの陣地に率いて行った。その後の2時間の大半では砲撃戦が続き、互いの砲弾が町の上で交差した。砲弾の破片が幾つかの家屋に穴を明け、ヘンリー・ワインブレナー夫人とその娘の場合はバルコニーを離れたばかりの所に、砲弾が二階を突き抜けて落ちてきて、危うく殺されるところだった。
長引いた砲撃戦の間、カスターの馬を降りたミシガン第6騎兵隊が前進してチャンブリス隊とその前線を支える2門の大砲から300ヤード (270 m) の範囲まで入った。ミシガン兵は側面を衝かれて15名を捕虜に取られながらも、リトルズタウン・フレデリック道路を再度確保することに成功し、第12軍団との通信線を繋いだ。スチュアートとキルパトリックはそれ以上攻撃的な動きは行わず、両軍ともに一連の小競り合いや小さな偵察行動を始めただけになった。

## 戦闘の後
スチュアートは緩り戦場から退き、捕獲していた荷車を保護しながらジェファーソンを抜けて北東のヨークの方向に後退した。そこは最近の新聞からジュバル・アーリーの師団がいることが分かっていた。その途上、スチュアートはニューセイラムで、アーリーの師団がヨークを離れ北東のドーバーに行軍したことを知った。スチュアートは方向を変え、夜の間に曲がりくねった丘陵の田舎道を進んで、アーリーあるいはリチャード・イーウェル中将の部隊の位置を突き止めようとした。イーウェルはサスケハナ川の方向にこのときも向かっていると考えていた。
スチュアートの17マイル (27 km) に伸びた部隊の先頭が、7月1日朝2時にドーバーに到着し、後衛が到着したのは午前8時だった。スチュアートは、アーリー隊がこの町を過ぎて西のシッペンズバーグに向かい、軍が集結していることを知った。スチュアートは北軍の捕虜200名以上を釈放し、自部隊の兵士には大いに必要だった6時間の休息を与えた。この間に南軍ヘンリー・ヒースの歩兵師団が北軍ジョン・ビュフォードの騎兵隊とゲティスバーグで衝突していたが、スチュアートはそれを知らなかった。スチュアートはその疲れ切った部隊に午後と夕方早い時間の行軍を再開させ、ヨーク郡の農園から1,000頭の新鮮な馬を確保した。
ハンプトンの旅団と荷車隊はディルズバーグに残り、スチュアートはイーウェル隊を見つけることを期待してカーライルに向かった。しかしそこでは3,000名近いペンシルベニアとニューヨークの民兵隊が占拠していることを見つけた。夕方早い時間に町に向けて砲弾を幾らか打ち込んだ後に、カーライル宿舎を燃やし、真夜中後に南のゲティスバーグ方面に後退した。ハノーバーでの戦い、捕獲した荷車を曳いてヨーク郡を抜ける長い行軍、さらにカーライルでの短時間の交戦によって、スチュアート隊は本体に合流し、リーの所在を突き止めるという試みにかなり遅れることになった。北バージニア軍の「目と耳」であるはずのスチュアート隊がリーの本隊に居ないままになっていた。
ハノーバーでの損失は人的損失の面では比較的小さかったが、スチュアート隊がリー隊と合流することに遅れたという損失が2日後に起きたゲティスバーグの戦いで大きなものについた。ハノーバーでの人的被害については推計によって数字が異なっている。北軍はある資料で、戦死19名、負傷73名、不明123名、合計215名としている。ペンシルベニア第18騎兵隊の被害が最も大きく、戦死3名、負傷24名、不明57名だった。南軍側はスチュアート隊の損失を戦死9名、負傷50名、不明58名、合計117名と推計した。

## 今日の戦場跡
ハノーバーの戦いはボストンの彫刻家サイラス・E・ダリンが制作した印象的な騎馬兵の青銅像"ザ・ピケット"によって記念されている。製作費用はペンシルベニア州が出し、ハノーバーのセンター広場に1905年に建立された。1901年に連邦政府が2つの銘板を設置しており、1863年6月30日と7月1日のポトマック軍の動きに関する叙述がある。さらに少数の大砲が町の広場に置かれており、その中には再製された砲架に載せられたパロット砲の通し番号1番のものもある。現在のビルの壁に貼られた銘板と、歩道表示に植え込まれた4つの蹄鉄に囲まれた星が、カスターの本部があった場所を示しており、カスターがその馬を繋いだ「カスターの楓」もある。
2005年、ハノーバーは市の通り沿いの重要な地点12か所以上に標識を建て、観光客に向けた戦闘の解説としており、さらに3年後にはペンシルベニア南北戦争トレイルの一部として独自の標識を追加した。しかし町の南にある開けた場所の多く、特にカスター隊が進んだフォーニー農場などは、現代の開発のために失われており、キルパトリックの砲兵隊が配置されたハノーバーのセンター広場の北半マイル (800 m) に有った開けた丘陵も同様である。現在のストック通りでカーライル通りの東にはエルダーの4門の大砲が、また現在の4番通りでカーライル通りの西にはペニントンの大砲が配置されていた。
ヨーク郡歴史センターとその他ハノーバーの組織が戦場跡のガイドツアーを後援している。

## 関連図書
- Wittenberg, Eric J., and J. David Petruzzi. Plenty of Blame to Go Around: Jeb Stuart's Controversial Ride to Gettysburg. New York: Savas Beatie, 2006. ISBN 1-932714-20-0.

座標: 北緯39度48分04秒 西経76度58分57秒 / 北緯39.80099度 西経76.98247度